# Hillerødmotorvejens forlængelse
 Hillerødmotorvejens forlængelse  er en 2+1 sporet og 2 sporet motortrafikvej der går fra Hillerødmotorvejen og til Helsinge. Den er en del af primærrute 16 der går imellem København og Ringkøbing via Kattegat og sekundærrute 267. 
Vejen starter ved Hillerødmotorvejens afslutning ved Allerød og føres mod nord. Den passerer Kollerødvej i et tilslutningsanlæg hvor der er frakørsel til Allerød N, Lillerød og Lynge. Derfra passerer vejen vest om Brødeskov og krydser jernbanen mellem Hillerød og Hundested. Vejen forsætter og passerer Overdrevsvejen hvor der er frakørsel til Helsingør og Hillerød Ø. 
Lidt efter passerer vejen et tilslutningsanlæg med frakørsel til Hillerød S. Derefter passerer den Herredsvejen i et tilslutningsanlæg, hvor der er frakørsel til Frederiksværk og Hillerød. Vejen forsætter derefter videre som sekundærrute 267 og passerer derefter Isterødvejen i et tilslutningsanlæg, hvor der er frakørsel til Helsingør, Hørsholm og Hillerød V-Ø. Vejen forsætter, og passerer Solbjergvej, hvor der er forbindelse til Annisse. Motortrafikvejen ender i Hillerødvej, hvor vejen føres videre som almindelig landevej til Helsinge. I september 2015 forventede den siddende regering at strækningens omdannelse til motorvej ikke kunne finansieres.

## Baggrund
Den 2. november 2015 var transportminister Hans Christian Schmidt i Frederikssund for diskutere 3 etape af Frederikssundmotorvejen fra Tværvej N til Frederikssund, og en opgradering af Hillerødmotorvejens forlængelse mellem Allerød og Hillerød til en motorvej. Efter at havde besigtiget den trafikerede 2+1 sporet motortrafikvej, fortalte transportministeren at der ikke på nuværende tidspunkt penge til en motorvej til Frederikssund og en forlængelse af Hillerødmotorvejen helt til Hillerød, da kassen var tæt på tom, og når der kom nye midler i den, skulle de bruges til andre projekter, som f.eks en udvidelse af E45 Østjyske Motorvej fra 4 til 6 spor.
Den 3. november 2015 forslog folketingsmedlem Hans Andersen fra Venstre, at kommunerne Hillerød, Halsnæs, Helsingør, Gribskov, Frederikssund og Fredensborg selv skulle betale ca. 10 mio. for en forundersøgelse og ca. 40 mio. for en VVM-redegørelse af en opgradering af Hillerødmotorvejens forlængelse til en motorvej mellem Allerød og Hillerød. Hans Andersen vil ikke vente længere på at staten på et tidpunkt finder finansiering til at opgradere en af Danmarks mest trafikerede motortrafikveje til en motorvej mellem Allerød og Hillerød.
Den 21. marts 2016 udtalte de nordsjællandske borgmestre, at regeringen burde bruge sine penge på at færdiggøre Frederikssundsmotorvejen og Hillerødmotorvejen. Dette forslag kom efter, at en ny analyse fra tænketanken Kraka viste, at motorveje der ligger i et yderområderne af Danmark, ikke nødvendigvis fører til vækst og udvikling, når der er for langt til en storby. Derimod tydede meget på at de yderkommuner der ligger tæt på en storby, som byerne Hillerød og Frederikssund, vil få vækst og flere borgere, hvis de får en motorvejsforbindelse.
Den 22. marts 2016 udtalte Socialdemokraterne med folketingsmedlem Pernille Schnoor i spidsen, at de vil gå ind for en motorvej til Hillerød og Frederikssund. Pernille Schnoor undrede sig over, at der er så dårlig forbindelse til Hillerød og Frederikssund, når der er en motorvejforbindelse til Roskilde i vest og Køge i syd, mens Nordsjælland er blevet hægtet af.
Den 27. november 2016 fremlagde den nye regering med Venstre, Liberal Alliance og Konservative et nyt regeringsgrundlag, som indbefatter en VVM-redegørelse af en opgradering af den 2+1 sporet motortrafikvej mellem Allerød og Hillerød til en motorvej, for at afhjælpe trængselsproblemerne på den meget trafikerede strækning mellem Allerød og Hillerød.

Den 14. december 2016 vedtog den ny regering med Venstre, Liberal Alliance og Konservative at bruge 12 millioner på en VVM-redegørelse af en motorvej mellem Allerød og Hillerød, for at afhjælpe trængselproblemerne på en af Danmarks mest trafikerede motortrafikveje.